# Налимов, Семён Иванович
Семён Иванович Налимов (коми Налимов Вань Семӧ; 1857—1916) — русский мастер по изготовлению музыкальных инструментов: балалаек, домр, гуслей. По национальности коми.
Работал в тесном сотрудничестве с реформатором русской народной музыкальной культуры, создателем первого в истории России Оркестра народных инструментов, В. В. Андреевым. Современные балалайки и домры до сих пор изготавливаются по образцам инструментов С. И. Налимова.
«Русский балалаечный Страдивариус» — так отзывался о нём известный русский музыковед того времени, член-корреспондент Академии наук СССР, профессор Петербургской консерватории А. В. Оссовский.

## Биография
Родился 1 февраля 1857 года в Сретенском обществе (Сретенский погост) Выльгортской области Усть-Сысольского уезда Вологодской губернии (в настоящее время село Выльгорт, Республика Коми). По национальности — коми-зырянин.
В 1878 году призван на военную службу в Усть-Сысольскую местную команду. Далее его направляют в Вологду, в учебную команду 82-го резервного пехотного батальона. В марте 1884-го отправлен в запас в звании старшего унтер-офицера. В апреле 1885 году уезжает из родных мест на заработки и оказывается на станции Еремково Вышневолоцкого уезда Тверской губернии, обосновывается в тех местах, работая столяром-краснодеревщиком. С 1895 года по 1916-й служит в имении В. В. Андреева, изготавливая для него и его оркестра музыкальные инструменты.
Вместе с Налимовым в разработке балалаек и домр принимали участие: В. В. Андреев, Н. П. Фомин, художник И. Я. Билибин.
В конце 1896 года Налимовым, на основе вятской балалайки, была изготовлена первая реконструированная малая домра, кузов которой был семиклёпочным. Следом за ней были изготовлены домры альт и бас. Каждая домра имела свой порядковый номер на этикетке внутри кузова. Позже были изготовлены домры тенор и контрабас — на этом разработка домрового семейства была завершена.
Построил небольшой дом в селе Марьино Вышневолоцкого уезда Тверской губернии. Женился на местной уроженке Варваре Леонтьевне Дикарёвой, служившей в имении В. В. Андреева в Марьино.
6 мая 1911 года, по представлению В. В. Андреева, С. И. Налимов был удостоен звания Потомственный почётный гражданин.
Скончался в возрасте 59 лет от туберкулёза горла 22 августа 1916 года в Петрограде. Похоронен на участке  «Литераторские мостки» Волковского кладбища, местонахождение могилы неизвестно.
Семья
- Отец — Иван Иванович Налимов.
- Мать — Анна Матвеевна Налимова.
- Старший брат — Алексей.

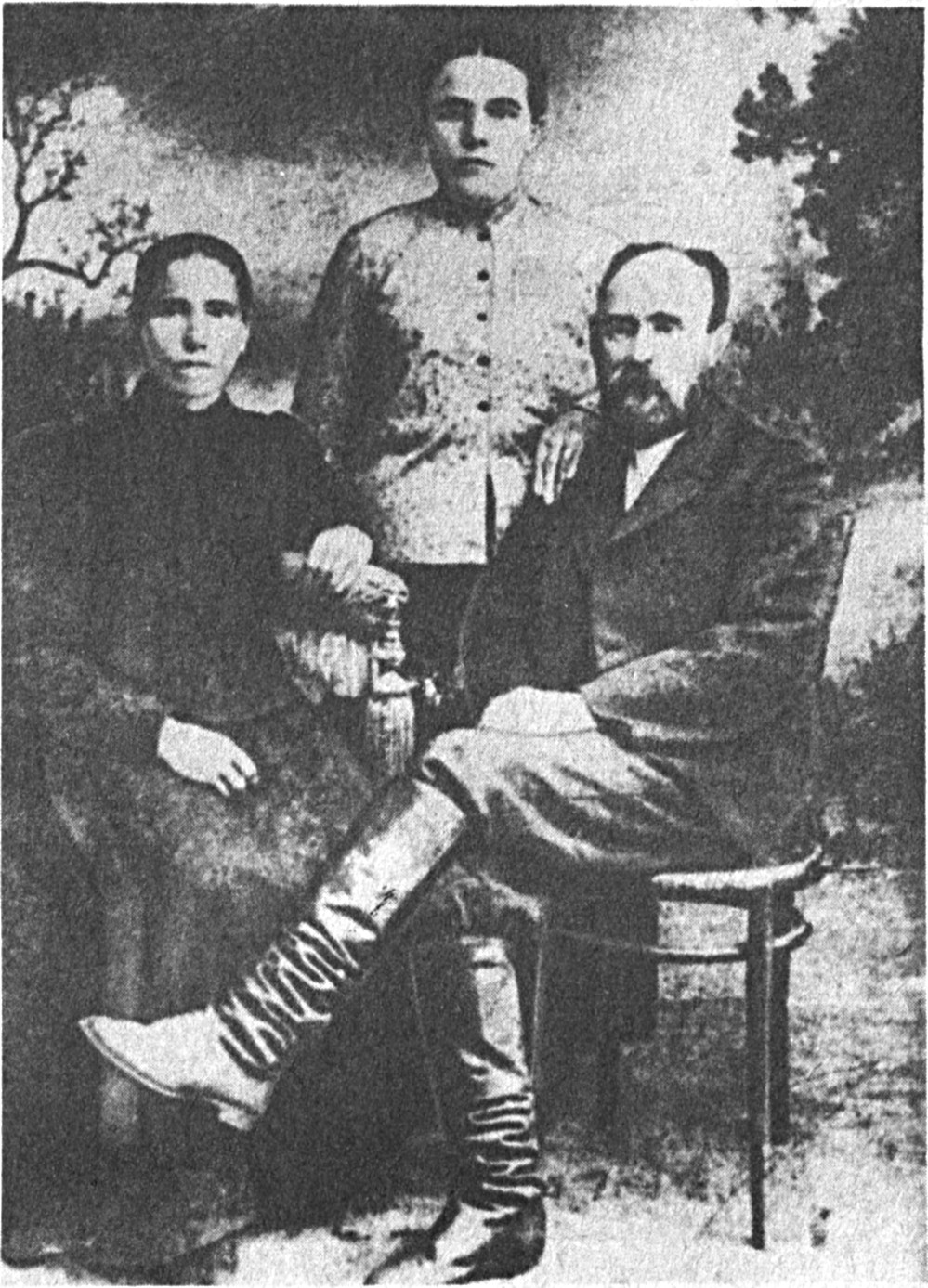
С. И. Налимов с женой (слева) и сестрой

- Младшие сёстры — Евдокия, Анна, Мария.
- Супруга — Варвара Леонтьевна Налимова (девичья фамилия Дикарёва, ум. 1922).
- Детей у Налимовых не было.

## Инструменты
Всего мастером изготовлено около 300 инструментов, сделанных в период с 1895-го по 1915 год. Кузов балалаек изготавливался из горного волнистого клёна и имел 6 клёпок.
На первых инструментах внутри кузова была наклеена бумажная этикетка, целиком написанная от руки В. В. Андреевым. В более поздний период информация на этикетке отпечатывалась типографским способом, но год изготовления и номер инструмента писались от руки В. В. Андреевым (на первых балалайках номера не было). Выглядела она так:
| № _________ РАБОТА С. И. НАЛИМОВА под руководством В. В. Андреева сельцо Марьино-Андреевское _________ года |

На головку грифа (лопатку) балалаек и домр, мастер устанавливал эмблему в виде геральдического щита, состоящую из цветов чёрно-жёлто-белого флага Российской империи: белой полосы посередине, проходящей по диагонали сверху вниз, чёрного цвета снизу и жёлтого сверху от неё. Вместо белой полосы также могла быть и трёхцветная: из красного, зелёного и белого цветов, напоминающей российский флаг.
Судьба большинства инструментов С. И. Налимова неизвестна. Четырнадцать находились на постоянной выставке музыкальных инструментов Ленинградского института театра, музыки и кино, пять — в Музее музыкальной культуры им. М. И. Глинки, также его инструменты находятся в Музее В. В. Андреева в Бежецке и частном владении.

## Память
В 2006 году в селе Выльгорт установлен памятник С. И. Налимову. В этом же селе его именем названа Детская музыкальная школа.